# Zaskroniec japoński
Zaskroniec japoński (Hebius vibakari) – gatunek węża z rodziny połozowatych (Colubridae). 

## Zasięg występowania
Zaskroniec japoński występuje w Japonii (Kiusiu, Sikoku, Honsiu), w północno-wschodnich Chinach (od Liaoning na północ), Korei Północnej i Południowej oraz w Rosji (Kraj Nadmorski i Chabarowski oraz Obwód amurski).